# 柏倉哲平
柏倉 哲平（かしわぐら てっぺい、1995年1月20日 - ）は、日本の男子プロバスケットボール選手である。ポジションはポイントガード。B.LEAGUEのベルテックス静岡所属。

## 来歴
山形県出身。
山形南高校から青山学院大学に進み、アースフレンズ東京Zと特別指定選手契約。卒業後にプロ契約。
2020年オフ、新潟アルビレックスBBに移籍。
2021年オフ、滋賀レイクスターズに移籍。キャプテンに指名された。
2024年6月、川崎ブレイブサンダースに移籍。
2025年6月、ベルテックス静岡に移籍。

## 経歴
- 山形南高校 - 青山学院大 - アースフレンズ東京Z（2016-17：特別指定選手） - アースフレンズ東京Z（2017-20） - 新潟アルビレックスBB（2020-21） - 滋賀レイクスターズ（2021-24）-川崎ブレイブサンダース（2024-25）-ベルテックス静岡（2025-）